# Petavius (cráter)

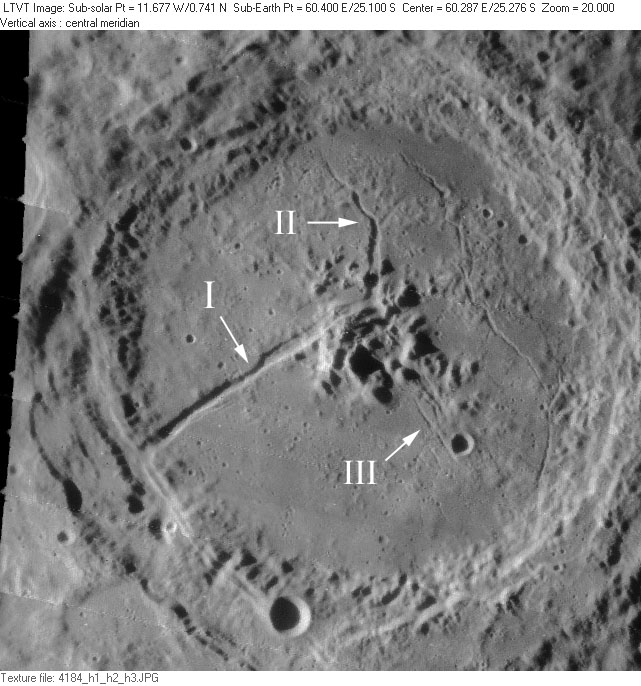
Fotografía de la misión Lunar Orbiter 4. Rimae Petavius I, II y III, reseñadas en el plano LAC-98

Petavius es un gran cráter de impacto localizado al sureste del Mare Fœcunditatis, cerca del terminador lunar suroriental. El cráter más pequeño Wrottesley está unido al borde noroeste. Al sureste se hallan Palitzsch, el Vallis Palitzsch y el cráter Hase. Más al norte aparece el gran cráter Vendelinus. Petavius aparece con un contorno oblongo cuando se ve desde la Tierra debido al escorzo. Pertenece al Período Ímbrico.
|  |

La pared exterior de Petavius es inusualmente ancha en relación con su diámetro, y exhibe un borde doble en los lados sur y oeste. La altura del brocal varía hasta en un 50% desde el punto más bajo, y una serie de crestas irradian hacia fuera desde el borde. El suelo del cráter es convexo, ha sido regenerado por flujos de lava, y muestra un sistema de grietas llamado Rimae Petavius. Las grandes montañas centrales son una formación prominente con picos múltiples, alcanzando 1,7 kilómetros por encima del suelo circundante. Una fractura profunda se extiende desde los picos hacia el borde suroeste del cráter.
Thomas William Webb describe a Petavius como,
"Uno de los mejores lugares de la Luna: su gran doble muralla, en el lado este casi alcanza los 11.000 pies (unos 3350 m). Alto, sus terrazas, y su interior convexo con colina central y hendidura, componen un magnífico paisaje en la mañana o el anochecer de la Luna, desapareciendo por completo bajo el Sol levantado sobre el horizonte pero a medio camino del meridiano".
El tiempo más favorable para ver este elemento a través de un telescopio es en el tercer día de cada nuevo ciclo lunar. Al cuarto día, el cráter queda casi desprovisto de sombra.
Las imágenes de radar en la longitud de onda de 70 cm de este cráter y sus alrededores muestran que la región de la superficie más allá de la amplia rampa exterior de Petavius tiene un halo oscuro, característico de una superficie lisa libre de cantos rodados. Se piensa que esta circunstancia pudo haber sido producida por la extensión radial del estallido durante el impacto original, que barrió el área limpiándola de rocas.
Petavius B al norte-noroeste de Petavius tiene un pequeño sistema de marcas radiales que se disemina a través de la superficie del Mare Fecunditatis. Debido a estos rayos, Petavius B se considera como parte del Período Copernicano.

## Cráteres satélite

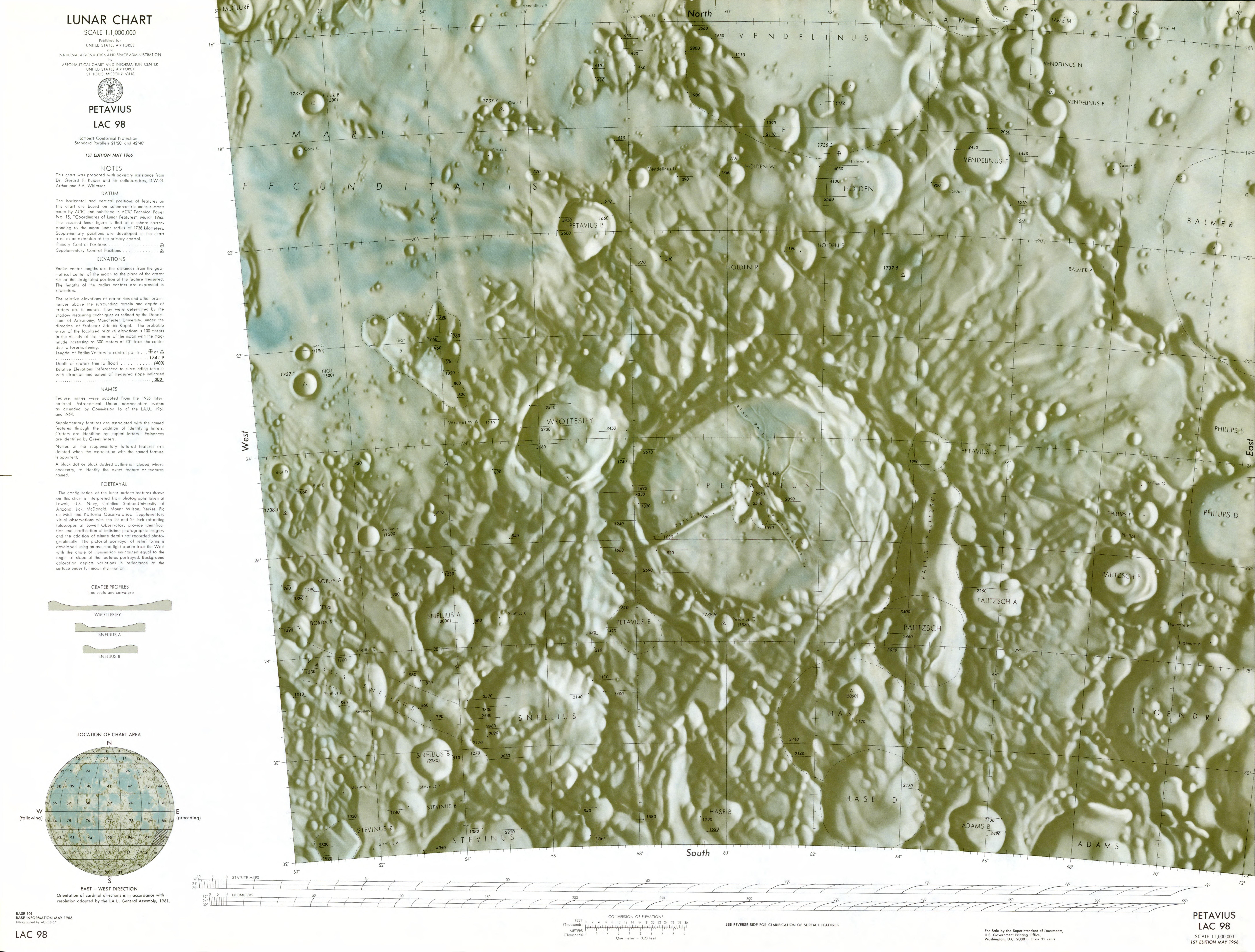
Lunar Astronautical Chart. Plano LAC-98, centrado en Petavius

Por convención estos elementos son identificados en los mapas lunares poniendo la letra en el lado del punto medio del cráter que está más cercano a Petavius.
|          | \| Petavius \| Coordenadas \| Diámetro \| \| -------- \| ----------------------------- \| -------- \| \| A \| 26°00′S 61°36′E / -26.0, 61.6 \| 5 km \| \| B \| 19°54′S 57°06′E / -19.9, 57.1 \| 33 km \| \| C \| 27°42′S 60°06′E / -27.7, 60.1 \| 11 km \| \| D \| 24°00′S 64°24′E / -24.0, 64.4 \| 17 km \| |          |
| Petavius | Coordenadas | Diámetro |
| A        | 26°00′S 61°36′E / -26.0, 61.6 | 5 km     |
| B        | 19°54′S 57°06′E / -19.9, 57.1 | 33 km    |
| C        | 27°42′S 60°06′E / -27.7, 60.1 | 11 km    |
| D        | 24°00′S 64°24′E / -24.0, 64.4 | 17 km    |

## Imágenes

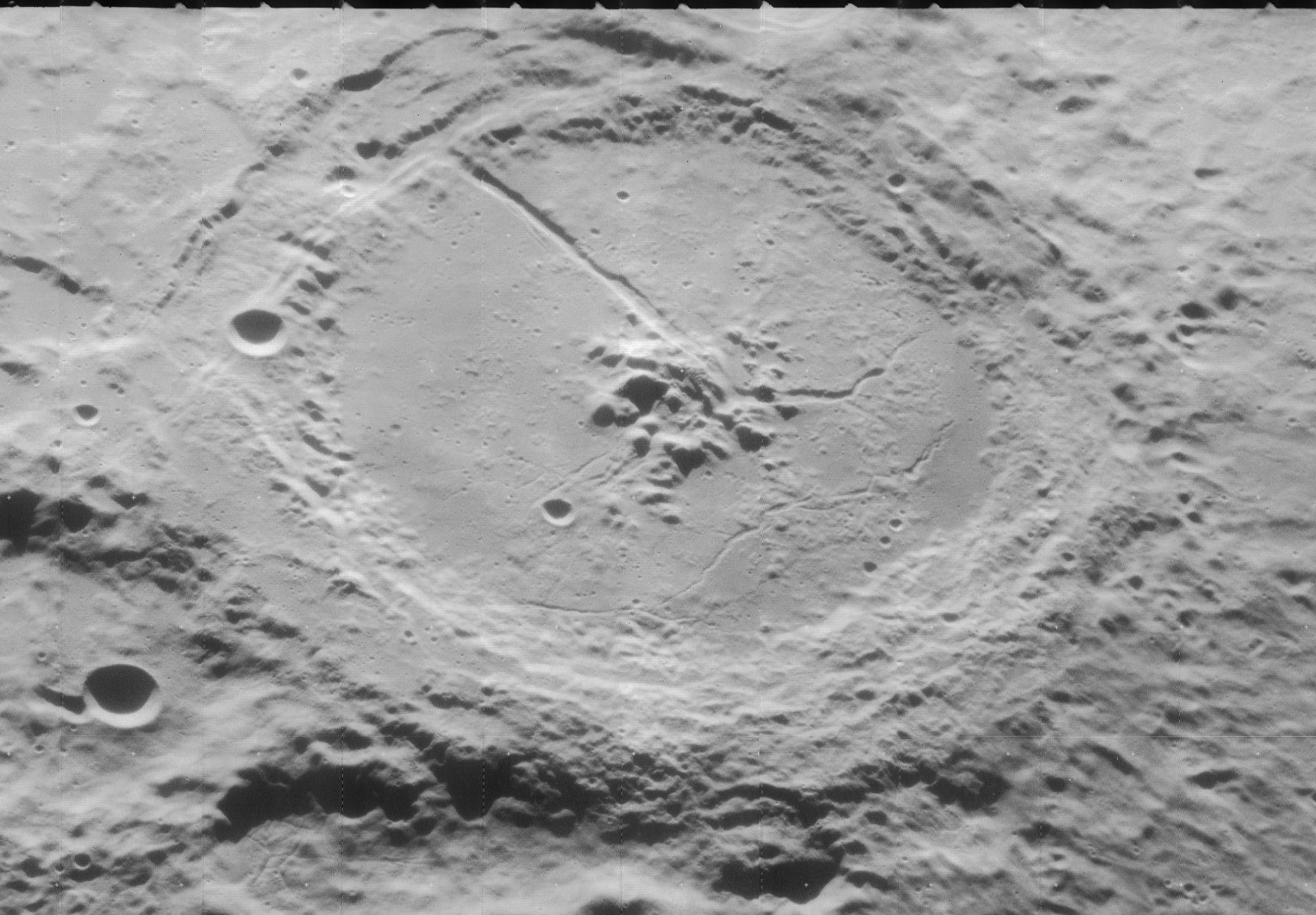
Vista oblicua desde el Lunar Orbiter 4
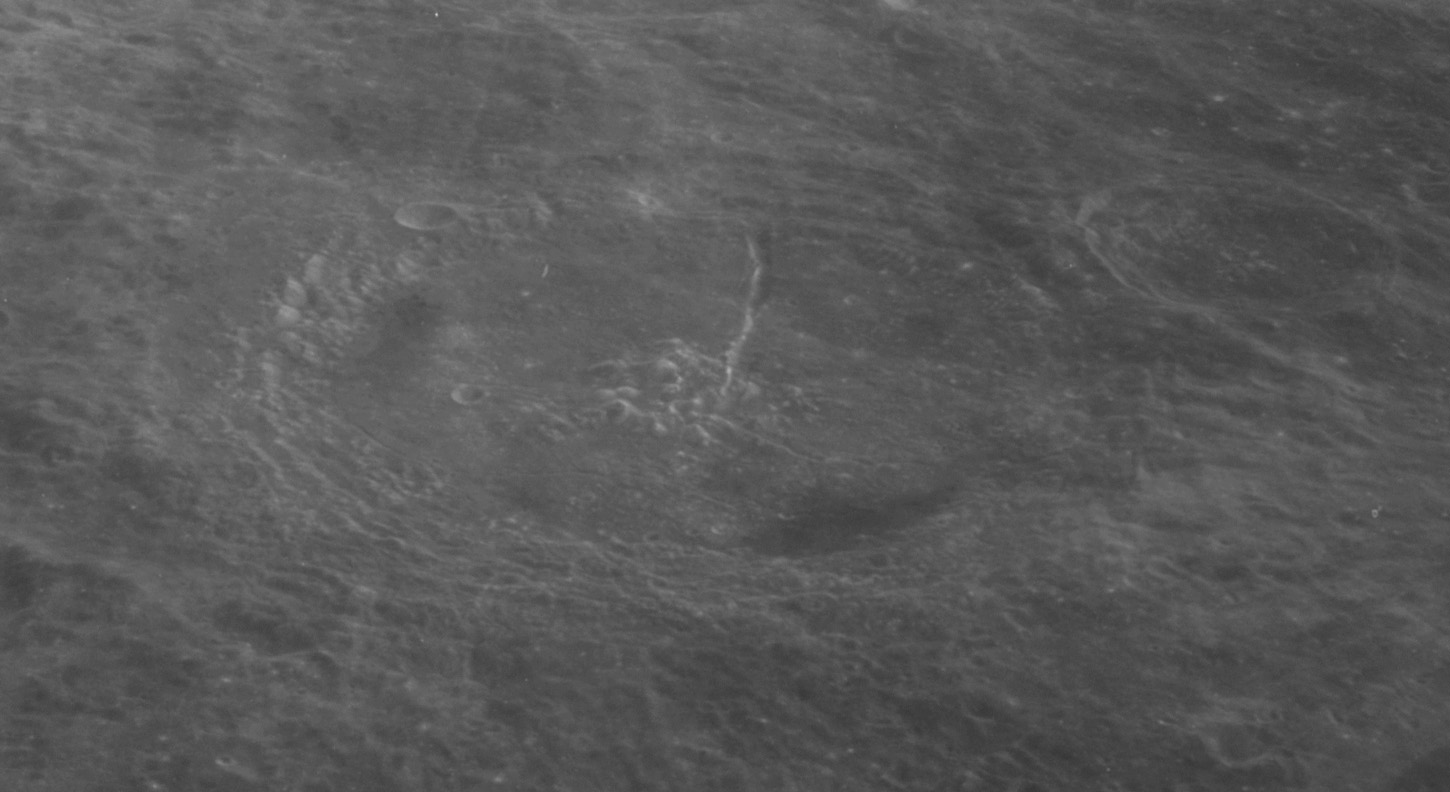
Vista oblicua desde el Apolo 14
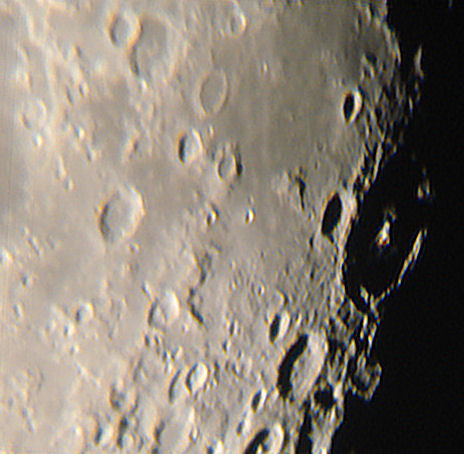
Petavius al paso del terminador, desde la Tierra
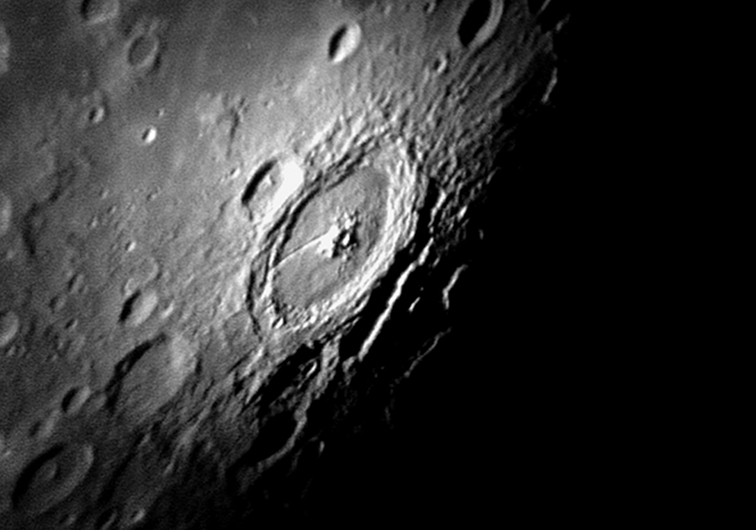
Vista de Petavius desde la Tierra
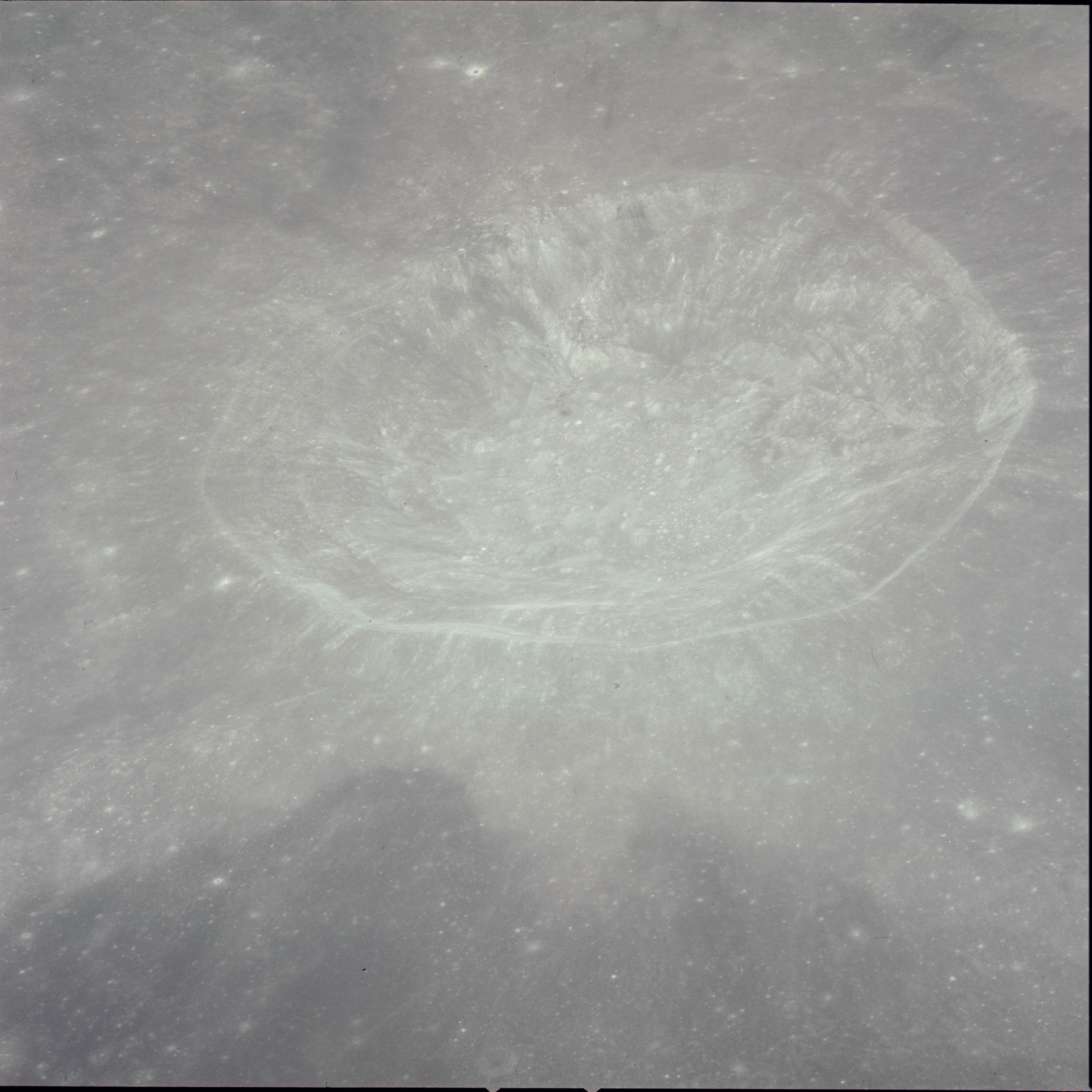
Petavius B, desde el Apolo 12